# Château d'Olce
 (avril 2020).
Pour les articles homonymes, voir D’Olce.
Le château d'Olce est un édifice situé à Iholdy dans le département français des Pyrénées-Atlantiques, en région Nouvelle-Aquitaine.
De 1643 à 1681, il est la propriété de Mgr Jean d'Olce, évêque de Bayonne, qui célébra, le 9 juin 1660, le mariage du roi Louis XIV avec sa cousine germaine, l'infante Marie-Thérèse d'Autriche, fille de Philippe IV, roi d'Espagne.

## Histoire
Si l'on ne connait pas exactement le début de construction du bâtiment primitif, le domaine est mentionné dès le Moyen Âge, aux vues de certaines parties qui dateraient du XIVe siècle.
Le bâtiment actuel fait suite à un profond remaniement exécuté en 1664 à la demande de Jean d'Olce, évêque de Bayonne, souhaitant en faire sa résidence estivale.
Le château passe ensuite par héritage à une nièce de Jean d'Olce, dont les descendants le possèdent encore aujourd'hui.

## Description
Le château se compose d'un corps de logis central sur trois niveaux, entouré de deux pavillons en saillie légèrement dissymétriques, surmontés d'un quatrième faux niveau éclairant le niveau inférieur. Le corps central possède également deux oculus situés au troisième niveau.
Le grand escalier qui occupe à lui seul une grande partie du corps central, est composé d'une première partie en bois recouverte d'un épais stuc imitant la pierre dont la rampe est ornée d'une alternance de pots à feu et de pots de fleurs sculptés. La seconde partie de cet escalier est en bois nu et d'une facture plus simple, le tout surmonté par un plafond en coupole aux armes épiscopales de Jean d'Olce. Les pièces aux décors sobres sont égayées par la présence de monumentales cheminées richement ouvragées, datant toutes du XVIIe siècle. Le château possède également une chapelle au retable richement décoré.
Les jardins, recomposition datant des restaurations du XXIe siècle, se composent d'un jardin à la française et d'un labyrinthe. Un ancien four à pain, aujourd'hui ruiné, est également présent.

## Protection
Le château fait l'objet d'une inscription aux Monuments historiques dans sa totalité, par arrêté du 1er mars 2005.

## Aujourd'hui
Le château est une propriété privée de la famille Lafferranderie et est ouvert à la visite du 1er avril au 15 octobre.